# Молочков Микола Миколайович
Микола Миколайович Молочков (нар. 19 квітня 1938, Одеса, СРСР — пом. 30 липня 2016, Одеса, Україна) — радянський український футболіст, виступав на позиції нападника. Зіграв 39 матчів і забив 10 м'ячів у вищій лізі СРСР.

## Життєпис
Вихованець одеського футболу. У 18 років був запрошений у київське «Динамо», але не закріпився там і повернувся до Одеси, в 1957 році дебютував у турнірі класу «Б» у складі «Чорноморця» (тоді називався «Харчовик»). Під час служби в армії грав за другу команду одеського СКА й «Шахтар» (Нововолинськ).
У 1960 році повернувся в «Чорноморець», в його складі в 1961 році став чемпіоном Української РСР серед команд класу «Б». У 1963 році виступав у вищій лізі в складі кишинівської «Молдови», став найкращим бомбардиром команди з 10 голами в 37 матчах. Дебютний матч на вищому рівні зіграв 31 березня 1963 року проти московського «Локомотива», а перший м'яч забив 18 травня 1963 року в ворота ростовського СКА.
У 1964 році в черговий раз повернувся в «Чорноморець», який за підсумками сезону завоював право виступати у вищій лізі. У 1964 році нападник був включений у список 33-х найкращих футболістів Української РСР. Наступного року зіграв тільки в двох матчах вищої ліги, після чого покинув команду. Всього за «Чорноморець» провів 101 матч і забив 22 м'ячі. Надалі недовго виступав за «Молдову», потім виступав у командах другої ліги: «Зірка» (Кіровоград), «Автомобіліст» (Одеса), «Кривбас» (Кривий Ріг), «Зеніт» (Іжевськ) та «Шахтар» (Красний Луч).
Завершив кар'єру в 1968 році у віці 30 років, після закінчення кар'єри жив в Одесі.
Помер 30 липня 2016 року в Одесі на 79-му році життя. Похований На Другому християнському кладовищі.